# Steve Tambellini
Steven Anthony Tambellini (* 14. Mai 1958 in Trail, British Columbia) ist ein ehemaliger kanadischer Eishockeyspieler und jetziger -funktionär. Zwischen 2008 und 2013 war er als General Manager der Edmonton Oilers in der National Hockey League tätig.

## Karriere
Steve Tambellini begann seine Karriere als Eishockeyspieler bei den Lethbridge Broncos, für die er von 1975 bis 1978 in der kanadischen Juniorenliga Western Hockey League aktiv war. Anschließend wurde er im NHL Amateur Draft 1978 in der ersten Runde als insgesamt 15. Spieler von den New York Islanders ausgewählt. Nachdem er fast die gesamte Saison 1978/79 bei den Fort Worth Texans aus der Central Hockey League verbracht hatte, gab der Angreifer gegen Saisonende sein Debüt in der National Hockey League für die New York Islanders. Mit den Islanders gewann er in der folgenden Spielzeit zum ersten und einzigen Mal den prestigeträchtigen Stanley Cup. Zwar wurde New York 1981 erneut Stanley-Cup-Sieger, jedoch wurde Tambellini kurz vor dem Ende der Trade Deadline zusammen mit Glenn Resch im Tausch für Mike McEwen und Jari Kaarela an die Colorado Rockies abgegeben.
Nachdem die Colorado Rockies im Anschluss an die Saison 1981/82 umgesiedelt worden waren, blieb Tambellini auch in deren Nachfolgeteam New Jersey Devils, für die er in der Spielzeit 1982/83 in 73 Spielen insgesamt 43 Scorerpunkte erzielte. Am 20. Juni 1983 wurde der Kanadier zusammen mit Joel Quenneville im Tausch für Mel Bridgman und Phil Russell zu den Calgary Flames transferiert. Diese verließ er nach zwei Jahren und schloss sich deren Ligarivalen Vancouver Canucks an, für die er bis 1988 in der NHL auf dem Eis stand. Seine aktive Laufbahn beendete der Olympiateilnehmer von 1988 in Europa, wo er bis 1990 je eine Spielzeit beim Zürcher SC in der Schweizer Nationalliga B und dem EC VSV in der Österreichischen Eishockeyliga verbrachte. Mit dem ZSC stieg er dabei als Zweitligameister in die Nationalliga A auf.
Nach seinem Karriereende als Eishockeyspieler war Tambellini unter anderem als Director of Public and Media Relations, Senior Vice President of Hockey Operations und Vice President of Player Personnel für seinen Ex-Club Vancouver Canucks in der NHL tätig. Am 14. April 2008 wurde er nach der Entlassung von Dave Nonis vorübergehend zum Assistenz-General Manager der Canucks ernannt. Ab dem 31. Juli 2008 arbeitete er als General Manager für die Edmonton Oilers. Im April 2013 wurde er durch die Oilers entlassen und in dieser Funktion durch Craig MacTavish ersetzt.
Auf internationaler Ebene war der ehemalige NHL-Spieler als Director of Player Personnel für die kanadische Nationalmannschaft bei den Olympischen Winterspielen 2002 in Salt Lake City und dem World Cup of Hockey 2004 tätig. In gleicher Funktion betreute er bei der U20-Junioren-Weltmeisterschaft 2003 und der U18-Junioren-Weltmeisterschaft 2003 die Nationalmannschaften Kanadas.
Im Jahr 2004 wurde Tambellini in die British Columbia Hockey Hall of Fame aufgenommen.

### International
Für Kanada nahm Tambellini an der Junioren-Weltmeisterschaft 1978 sowie den Olympischen Winterspielen 1988 in Calgary teil.

## Erfolge und Auszeichnungen
- 1976 Stewart „Butch“ Paul Memorial Trophy
- 1977 WCHL Most Gentlemanly Player Award
- 1978 Bronzemedaille bei der Junioren-Weltmeisterschaft
- 1978 WCHL Most Gentlemanly Player Award
- 1980 Stanley-Cup-Gewinn mit den New York Islanders
- 1989 Meister der NLB und Aufstieg in die NLA mit dem Zürcher SC
- 2004 Aufnahme in die British Columbia Hockey Hall of Fame

## Familie
Sein Vater Addie Tambellini wurde 1961 Weltmeister mit der kanadischen Eishockeynationalmannschaft. Sein Sohn Jeff Tambellini ist ebenfalls ein professioneller Eishockeyspieler und war in der NHL aktiv.